# George Hay (homme politique)
Pour les articles homonymes, voir George Hay et Hay.
Sir George Hay (25 janvier 1715 - 6 octobre 1778) est un juge et homme politique britannique qui siège à la Chambre des communes entre 1754 et 1778. 

## Biographie
Fils de John Hay, membre du clergé de l'Église anglicane et recteur de St Stephen's, Coleman Street, Londres, il fait ses études à la Merchant Taylors'School et au St John's College d'Oxford. 
Il est chancelier du Diocèse de Worcester de 1751 à 1764, avocat général du roi de 1755 à 1764 (avec une interruption en 1756) et vicaire général de l'archevêque de Canterbury pour la même période . Il est doyen d’Arches de 1764 à 1778 et également juge de la Cour des prérogatives de Canterbury et chancelier du diocèse de Lichfield pour la même période. En 1773, année où il est anobli, il est nommé juge à la Haute Cour d'amirauté. 
En 1754, il est élu député pour Stockbridge  mais quitte la Chambre des communes en 1756 pour occuper le poste de commissaire à l'amirauté . Il revient au Parlement en juillet 1757 pour Calne   dans le Wiltshire, à la demande de William Pitt l'Ancien. À l'élection de 1761, il est réélu parlementaire de Sandwich dans le Kent, occupant ce siège jusqu'aux Élections générales britanniques de 1768, lorsqu'il se présente sans succès pour l'Université d'Oxford. Plus tard cette année-là, lors d'une élection partielle, il devient député de Newcastle-under-Lyme, et occupe ce siège jusqu'à sa mort . 
En mai 1778, il tombe malade et est reconnu pour être lunatique en août. Des dispositions sont prises pour mettre fin à ses fonctions légales. En octobre, il s'échappe de son asile et se noie à l'âge de 63 ans.